# ベルナルド・ライズマン
ベルナルド・ライズマン（Bernard Rajzman、男性、1957年4月25日 - ）は、ブラジルの元バレーボール選手。ユダヤ人でリオデジャネイロ出身。2005年にバレーボール殿堂入りし、現在ブラジルオリンピック委員会委員。
ライズマンは11歳の時にフルミネンセFCでバスケットボールを始めたが、低身長であったためバレーボールに転向した。17歳でナショナルチーム入り。代表メンバーとして1976年のモントリオールオリンピックから3大会連続出場し、1984年のロサンゼルスオリンピックでは銀メダルを獲得した。
また1981年のワールドカップ銅メダル獲得、1982年の世界選手権銀メダル獲得や南米選手権7回優勝などの実績をあげた。2000年には国際バレーボール連盟から「20世紀最優秀選手」として表彰されている。
彼の天井サーブは「星への旅」（STAR TREK, Journey to the Stars）と称された。
ブエノスアイレスで開催された2013年9月の第125次IOC総会でIOC委員に選出された。
プロサーファーのフィル・ライズマンは実子である。